# Lars Jungnickel
Pour les articles homonymes, voir Jungnickel.
Lars Jungnickel, né le 31 août 1981 à Dohna, est un footballeur allemand.
Il évolue actuellement au poste de milieu de terrain pour le SG Dynamo Dresde en 2. Bundesliga.